# ЧС12
ЧС12 Skoda 88e  —  Чеський  пасажирський електровоз постійного струму, тип 12. єдиний екземпляр ЧС12 знаходиться у музеї Skoda у місті Пльзень у  В Чехії. Також проектувалися електровози ЧС9 Skoda 86e постійного струму та ЧС10 Skoda 87e змінного струму

## Історія
На початку 1980-х років минулого сторіччя до СРСР з Чехії почали поставлятися двосекційні пасажирські електровози серії ЧС7, ЧС8. Дані електровози характеризувалися наявністю колекторних тягових двигунів та індивідуальних контакторів. Однак починалася епоха розвитку електроніки і комп'ютерів. Тому наступним етапом у розвитку електровозо будування стало застосування мікропроцесорної системи управління локомотива і асинхронних тягових двигунів замість колекторних.
В середині 1980-х років завод  Škoda Works розпочав розробку восьмивісного однокузовного електровоза постійного струму ЧС12 (заводська назва Skoda 88Е). Передбачалося що кузов нового електровоза спиратиметься на чотири двовісні візки, виконаних за типом візків електровоза ЧС7 Skoda 82e. Особливістю нової ходової частини електровоза ЧС12 Skoda 88eo , було те, що над двома сусідніми візками встановлюється проміжна рама (як на тепловозах ТЕМ7, ЧМЕ5) на яку спирається кузов. Були спроектовані нові тягові двигуни AL-4744fT з компенсаційною обмоткою. Ці двигуни при напрузі на затискачах 1500В в годинному режимі мали потужність 900 кВт (струм 640А, частоту обертання якоря 770 об/хв). Передбачалося як і на ЧС7, три різних з'єднання тягових електродвигунів: послідовне, послідовно-паралельне, паралельне. Однак на відміну від ЧС7, на ЧС12 планували встановити не два, а тільки один швидкодіючий вимикач. Передбачалося що електровоз оснащюватиметься автоматичною системою управління вентиляторів, електронними протиюзними і протибоксовочними пристроями, новим типом гвинтового компресора, а також системою діагностики роботи обладнання.
Завод «Skoda works» продемонстрував нову розробку у вигляді моделі на виставці «Залізничний транспорт-86», яка проходила на ВНДІЗТі в підмосковній Щербинці. Після виставки, в Чехословаччині та у  Підмосковній Щербінці почалася підготовка до виробництва електровозів ЧС12. Перший електровоз повинен був з'явитися в 1992 році. Але після розпаду СРСР і відсутністю грошей в Міністерства шляхів сполучення підготовка до виробництва ЧС12 нажаль була припинена.
Згідно з планами МШС, перші електровози серії ЧС12 мали отримати депо Москва-Київська. Передбачалося, що він замінить у цьому депо електровоз ЧС7. У перспективі чехословацькі конструктори також проектували електровози ЧС9 Skoda 86e постійного струму і ЧС10 Skoda 87e змінного струму, особливістю яких повинен був бути, безредукторний тяговий привід від електродвигунів до колісних пар.
Сьогодні єдиний побудований електровоз це масштабна модель, яка в даний час знаходиться в музеї заводу Skoda у місті Пльзень в Чехії.